# Il segreto della Genesi
Il segreto della Genesi (The Genesis secret) è un romanzo thriller scritto nel 2009 da Sean Thomas, sotto lo pseudonimo di Tom Knox.

## Trama
A Londra l'ispettore Forrester, di Scotland Yard, indaga su una serie di delitti che sembrano suggerire un'antica tradizione occulta molto legata al sacrificio umano. Nel frattempo il giornalista Robert Luttrell, inviato in Turchia, riceve l'incarico di occuparsi di un servizio giornalistico inerente al sito archeologico Göbekli Tepe e lì conosce l'archeologo Franz Breitner e la sua assistente Christine. Il giornalista così viene a sapere che il tempio fu costruito dodicimila anni prima e sepolto volontariamente duemila anni dopo, inoltre si ipotizza che rappresenti la vera e propria culla della civiltà. Tuttavia qualcuno, per impedire che gli scavi proseguano, è disposto a compiere più omicidi, che finiranno col coinvolgere direttamente il protagonista e la sua famiglia.